# Idiosincrasie
Idiosincrasie (prin termenul francez idiosyncrasie provenit din limba greacă ἰδιοσυγκρασία—ίδιος = personal, privat + σύγκρασις = amestecare) este  un termen medical vechi care, ca și discrazie, a fost inspirat de teoria umorilor fundamentale pentru a desemna constituția particulară a unui subiect. DOOM 2 acceptă și forma de idiosincrazie.
În prezent, deși este considerat desuet, termenul se mai utilizează cu referire la susceptibilitatea anormală (înnăscută sau dobândită), particulară a unui subiect la anumite proteine, alimente, medicamente, substanțe diverse care la majoritatea indivizilor nu provoacă nici o reacție nocivă. Idiosincrazia reprezintă doar o intoleranță și nu trebuie confundată cu alergia, deoarece alergia este o reacție proprie unor indivizi, caracterizată prin sensibilitate sau intoleranță la unele medicamente, alimente, mirosuri și care se manifestă, de obicei, prin urticarie.
Prin idiosincrazie psihică se înțelege o repulsie nemotivată față de obiecte sau persoane din mediul ambiant.
De asemenea, termenul idiosincrasie poate fi aplicat și la simboluri. Astfel, un simbol idiosincratic este un simbol care poate însemna ceva anume pentru o anumită persoană și cu totul altceva, pentru altă persoană. De exemplu, o spadă poate însemna război pentru cineva și înnobilare pentru altcineva.
În filozofie, prin idiosincrasie se înțelege un ansamblu de particularități și de trăsături de caracter proprii fiecărui individ, care îl reprezintă ca individ dotat cu conștiință, definindu-i ontologia.
Termenul idiosincrasie se folosește și în lingvistică. În limba engleză, animalul bou este desemnat prin cuvântul ox, în timp ce carnea lui prin cuvântul beef, fapt ce reprezintă o idiosincrasie lingvistică

## Legături extene
- Dicționar de termeni medicali Arhivat în 14 martie 2007, la Wayback Machine.
- Definition of Idiosincrasy
- Define IDIOSYNCRASY Arhivat în 30 septembrie 2007, la Wayback Machine.